# Каравайчук Олег Миколайович
Каравайчук Олег Миколайович (28 грудня 1927, Київ, УРСР — 13 червня 2016, Санкт-Петербург, Росія) — радянський і російський піаніст, музикант-імпровізатор, композитор, автор музики до багатьох кінофільмів і спектаклів. Серед найкращих робіт — музика до фільмів «Мама вийшла заміж», «Монолог», «Місто майстрів», «Нога». Видано два компакт-диски — «Вальси і антракти» та «Concerto Grosso», а також DVD «Рука Гоголя».

## Біографія
Народився 28 ґрудня 1927 року в Києві у сім'ї скрипаля, якого заарештували, коли Олегу було два роки. З раннього дитинства писав музику.
Закінчив музичне училище по класу фортепіано при Ленінградській консерваторії у 1945 році. У березні 1943 року узяв участь в концерті юних виконавців у рамках святкування 80-річчя консерваторії в Ташкенті. У 1945—1951 роках навчався у Ленінградській державній консерваторії (зараз Санкт-Петербургська державна консерваторія ім. Н. А. Римського-Корсакова) по класу фортепіано (педагог Самарій Савшинський).
З 1953 року працює у кіно, стверджуючи, що почав працювати у кіно тому, що це було єдиною творчістю, яку не заборонював КДБ.
Міфи завжди оточували композитора, проте абсолютно достовірно можна сказати, що, як мінімум, в 1950-х і на початку 1960-х років він був, що називається, «нормальною» людиною, хоча і з невеликими дивацтвами, властивими досить багатьом творчим людям. Так, проживаючи на дачі в Лахта в 1950-х роках, залицявся до дівчат з Ленінграда, які проживали там же, недалеко від нього, але не домігшись успіху, повідомив, що поїде у Польщу і там одружиться. Врешті решт і до Польщі не з'їздив, і не одружився.
На початку 1960-х років відбувся єдиний публічний виступ Олега Каравайчука на сцені Ленінградського Концертного залу (нині Концертний зал біля Фінляндського), що ледь не закінчилося скандалом. Наступного разу він зміг вийти на сцену лише через два десятиліття — 25 квітня 1984 року. І цією сценою стала сцена Будинку актора ім. К. С. Станиславського (Невський пр, 86), а аудиторією — артисти ленінградських театрів. Цього разу Олег Миколайович явив себе в ролі віртуозного піаніста — виконавця музики М. Мусоргського і Бетховена.
Широкій аудиторії аж до 1990 року Каравайчук був відомий тільки як композитор театру і кіно, його концерти заборонялися, періодично переслідувалася вся його родина, його твори вилучалися, і понині багато цих творів не опубліковано і зберігається в архівах. Це призвело до того, що композитор почав вести закритий спосіб життя.
Довгі роки Каравайчук жив на 15-й лінії Васильєвського Острова з матір'ю, в будинку між Середнім і Малим проспектами, недалеко від скверу імені Віри Слуцької. Місцеві жителі часто бачили його на вулиці і в довколишніх магазинах. Завдяки своїй екстравагантній зовнішності й поведінці (манера ходити та вести себе, спілкуватися з продавчинями, темні окуляри, берет і довгі патли волосся з-під нього) Олег Каравайчук отримав прізвисько «божевільний композитор» і був, таким чином, місцевою знаменитістю. Наприклад, Олег Миколайович приходить в молочний магазин («Молокосоюз»), який був тоді, в 1960–1970-х роках, на розі Середнього проспекту і 15-й лінії, зі старовинним молочником і просить наповнити його сметаною: «Тільки, будь ласка, будьте гранично обережні!» — неповторним тоном прохає він продавчиню.
Багато витворів Каравайчука не відомі в Росії, проте дуже високо цінуються за її межами: зокрема, він створив музику для декількох балетів.
У часи нової відлиги (після 1989-го року) Каравайчук побував у Великій Британії, зокрема, в Лондоні, виступав на радіостанції BBC, у її російськомовній службі. В одній з передач свої враження від британської столиці він висловив вокальним чином (наспівав звуки). Ведучі були у захваті, і взагалі, всіляко звеличували його, саме завдяки чому місцеві жителі Ленінграда і дізналися, що «божевільний композитор» є насправді неймовірно талановитим, якщо не сказати — геніальним, композитором.
Згодом композитору протегувала Мар'яна Цой, вдова Віктора Цоя, до своєї трагічної смерті в 2005 р.
Олег Каравайчук співпрацював з кінорежисерами Сергієм Параджановим, Петром Тодоровським, Василем Шукшиним, Іллею Авербахом, Кірою Муратовою («Короткі зустрічі», «Довгі проводи») та ін. Каравайчук також співпрацював з авангардистами, зокрема з композитором Сергієм Курьохіним.
1 квітня 2009 року Каравайчук взяв участь у виставі «Нотатки божевільного» в ДК Ленради у Санкт-Петербурзі, на честь 200-річчя від дня народження Н. В. Гоголя, за участю Ренати Литвинової і Олександра Баширова, проте в результаті, не з вини Каравайчука, але через бездарну організації та постановки спектаклю вийшов скандал, що отримав гучний відголос у ЗМІ.
В останні роки Каравайчук іноді виступав в Петербурзі, при цьому, попри фінансові труднощі, відмовляється від усіх комерційних пропозицій, працюючи тільки в тих проєктах, які його цікавили з творчої сторони. Каравайчук брав участь у перформансах, що синтезують його музику, класичний і сучасний балет, поезію і відео. Його відмінною рисою стали епатажні виступи з пошивкою на голові, гра на роялі лежачи або на колінах. Сам композитор пояснював це бажанням зосередитися і залишитися наодинці зі своєю музикою. Його основний напрямок роботи — імпровізаційні композиції: у присутності глядачів він сідає за рояль, пишучи твір у процесі самої гри. Два найбільших театри Петербурга: «Александринський» і МДТ — «театр Європи» використовують спеціально написану музику композитора до вистав «Ізотов» та «Біси».
У липні 2014 р. ностальгічна мелодія Каравайчука з фільму «Монолог» була використана в меморіальному фільмі телеканалу «Культура» про народного артиста РФ, музикознавця Святослава Белзу «незадані питання».

## Нагороди
- 2001 — премія «Золотий овен»[ru] за найкращу музику до фільму «Темна ніч» (2001, режисер О. Ковалов[ru])[7].
- 2009 — Премія Сергія Курьохіна[ru] «За заслуги у розвитку сучасного мистецтва», яка заснована Фондом і Центром ім. Сергія Курьохіна[8].
- 2010 — номінація на премію «Степовий вовк»[ru].

## Вибрана фільмографія
- 1929 — «Моя бабуся» — музика до відновленої версії 1976 року
- 1953 — «Альоша Птіцин виробляє характер»
- 1955 — «Два капітани»
- 1956 — «Солдати»
- 1958 — «Під стукіт коліс»
- 1958 — «У твоїх руках життя»
- 1959 — «Піднята цілина»
- 1962 — «Ніколи» — Одеська кіностудія
- 1962 — «Молодий»
- 1962 — «Після весілля»
- 1965 — «Царі»
- 1965 — «Погоня»
- 1965 — «Місто майстрів»
- 1966 — «Авдотья Павлівна» — Одеська кіностудія
- 1967 — «Короткі зустрічі» — Одеська кіностудія
- 1969 — «Мама вийшла заміж»
- 1969 — «Увага, цунамі!» — Одеська кіностудія
- 1969 — «Люди землі і неба» (документальний)
- 1970 — «Міський романс» — Одеська кіностудія
- 1970 — «Секундомір» — музика до фільму, а також роль продавця в магазині «Стара книга»
- 1970 — «Чи вмієте ви жити?»
- 1971 — «Довгі проводи» — Одеська кіностудія
- 1971 — «Драма зі старовинного життя»
- 1972 — «Монолог»
- 1972 — «Гравець»
- 1972 — «Принц і жебрак»
- 1973 — «Стара фортеця» (у співавт.) — Київська кіностудія імені Олександра Довженка
- 1974 — «Ксенія, кохана дружина Федора»
- 1975 — «Чужі листи»
- 1976 — «...та інші офіційні особи»
- 1977 — «Одруження»
- 1977 — «Будемо знайомі»
- 1977 — «Ася»
- 1978 — «Літня поїздка до моря»
- 1979 — «Уперше заміжня»
- 1979 — «Зліт»
- 1980 — «Будинок з привидами»
- 1980 — «Чорна курка, або Підземні жителі» — Київська кіностудія імені Олександра Довженка
- 1981 — «Подорож в Кавказькі гори»
- 1982 — «Шурочка»
- 1983 — «Щастя Никифора Бубнова»
- 1985 — «Переступити межу»
- 1986 — «Фуете» (у співавт.)
- 1988 — «Чоловік і дочка Тамари Олександрівни»
- 1988 — «Нові пригоди янкі при дворі короля Артура» — Київська кіностудія імені Олександра Довженка
- 1990 — «Провінційний анекдот» (к/м, використовується музика композитора) — [[Київська кіностудія імені Олександра Довженка
- 1991 — «Нога»
- 2001 — «Темна ніч» та ін.

Загалом більш ніж 150 документальних та ігрових стрічок.